# Damián Suárez
Pour les articles homonymes, voir Suárez.
Damián Nicolas Suárez Suárez est un footballeur uruguayen, né le 27 avril 1988 à Montevideo. Il évolue au poste d'arrière droit au CA Peñarol.

## Biographie

### En club
Il joue 12 matchs en Copa Sudamericana avec l'équipe du Defensor SC.

### Botafogo
En février, Damián Suárez a été officiellement annoncé comme renfort pour Botafogo. L'arrière latéral a signé un contrat jusqu'en décembre 2025.

### En équipe nationale
Avec l'équipe d'Uruguay des moins de 17 ans, il participe à la Coupe du monde des moins de 17 ans en 2005. Lors de cette compétition organisée au Pérou, il joue trois matchs.
Par la suite, avec l'équipe d'Uruguay des moins de 20 ans, il participe à la Coupe du monde des moins de 20 ans en 2007. Lors de cette compétition organisée au Canada, il joue trois matchs. L'Uruguay s'incline en huitièmes de finale face aux États-Unis après prolongation.

## Palmarès
- Defensor SC
  - Champion d'Uruguay en 2008

- Elche CF
  - Champion d'Espagne LaLiga 2 en 2013